# Departamento do Censo dos Estados Unidos
O Departamento do Censo dos Estados Unidos (DCEU), oficialmente Bureau of the Census, é a principal agência governamental do sistema estatístico federal do país, responsável por produzir dados sobre população e economia. Na atualidade, integra o Departamento do Comércio e seu diretor é nomeado pelo presidente dos Estados Unidos.
O departamento tem como principal tarefa a condução do censo demográfico a cada dez anos, determinando a quantidade de assentos na Câmara dos Representantes aos estados. Os vários censos e pesquisas da repartição auxiliam a alocar mais de 400 bilhões de dólares em verbas federais todos os anos, ajudando comunidades locais e empresas a tomarem decisões informadas. As informações fornecidas pelo censo informam as decisões sobre onde construir e manter escolas, hospitais, infraestrutura de transporte e departamentos de polícia e bombeiros.

## Regiões e divisões do censo
O Departamento do Censo define quatro regiões estatísticas, com nove divisões. Estas últimas são "amplamente utilizadas para coleta e análise de dados". A definição do próprio departamento, por sua vez, é generalizada.
As divisões regionais usadas são:
- Região Nordeste dos Estados Unidos
  - Nova Inglaterra
  - Médio Atlântico
- Região Centro-Oeste dos Estados Unidos
  - Centro Nordeste dos Estados Unidos
  - Centro Noroeste dos Estados Unidos
- Região Oeste dos Estados Unidos
  - Pacific States
  - Mountain States
- Região Sul dos Estados Unidos
  - Centro Sudoeste dos Estados Unidos
  - Centro Sudeste dos Estados Unidos
  - Atlântico Sul dos Estados Unidos